# Bill Crosby
William Flower Crosby, conocido como Bill Crosby, (1891-1953) fue un arquitecto naval estadounidense diseñador de yates y escritor y editor de publicaciones náuticas.
Nació en Newburgh (Nueva York), junto al río Hudson, para mudarse posteriormente a Nyack con su familia, unos enamorados de la vela. Después de casarse, vivió con su esposa, Edna, en Pelham (Nueva York), en la orilla occidental de Long Island Sound, donde competía en el Club de Yates de Nueva Rochelle con sus Snipes. Tuvo dos: el número de vela 3, al que llamó "Snipe", construido en 1932 por Minnefords Yacht Yard en Nueva York, y el número 4000, al que llamó "Also", construido en 1940 por Dunphy Boat Corporation en Wisconsin. El Club de Yates de Nueva Rochelle, precisamente, organizó el primer campeonato del mundo de la clase Snipe en 1934. En mayo de 1953 se hizo socio del Club de Yates de Larchmont
Fue el diseñador, entre otros yates, de la clase Snipe en 1931, la clase Skimmer en 1933, y la clase National One-Design (NOD) en 1936.
Editó la revista The Rudder durante doce años, desde octubre de 1928 hasta la Segunda Guerra Mundial. En esta revista escribía una columna con noticias de la clase Snipe, incluso durante la guerra, hasta que, al término de la guerra, se creó otra revista especializada solamente en esa clase de embarcación, denominada Jib Sheet primero y Snipe Bulletin posteriormente, donde siguió publicando. Crosby también ocupó el cargo de Director Ejecutivo de la SCIRA hasta su fallecimiento, por neumonía, en 1953.
Durante la Segunda Guerra Mundial, tras dejar la revista The Rudder, trabajó para Huckins Yacht Corporation en Jacksonville (Florida) diseñando buques torpederos para la Armada de los Estados Unidos. Al acabar la guerra trabajó para Gibbs Corporation como diseñador de nuevos yates a motor y reconversiones de yates de uso militar a uso privado. Posteriormente retomó su trabajo de editor en la revista Motor Boat.
En cuanto a libros, escribió:
- Boat Sailing: A Primer For The Beginner
- Amateur Boat Building
- Racing Small Boats
- Tuning up Small Racing Boats
- Small Boat Racing
- How to Build a Snipe
- An Introduction to Boat Owning